# Holger Badstuber
Holger Badstuber (født 13. marts 1989) er en tysk tidligere professionel fodboldspiller, som spillede som forsvarsspiller i sin karriere.

## Klubkarriere

### Bayern München
Badstuber kom igennem ungdomsakademiet hos Bayern München, og debuterede for førsteholdet den 8. august 2009 i en Bundesliga-kamp imod 1899 Hoffenheim. Han imponerede i sin debutsæson, hvor han spillede som fast mand i truppen som resultat af hans evne til at spille både som center-back og venstre-back.
Badstuber led i februar 2012 en knæskade i en kamp imod Borussia Dortmund. Nogle måneder senere i maj 2013 skadede han det samme knæ igen, og denne skade betød han missede hele 2013-14 sæsonen. Det var først i juli 2014 at han gjorde comeback, 594 dage efter han oprindeligt blev skadet. Han døjede dog over de næste sæsoner med gentagende skader, som begrænsede hans spilletid.

#### Leje til Schalke 04
Badstuber blev i januar 2017 lejet til Schalke 04 for resten af 2016-17 sæsonen.

### VfB Stuttgart
Badstuber forlod Bayern ved kontraktudløb i juli 2017, og skiftede herefter til VfB Stuttgart, hvor han tidligere havde spillet som ungdomsspiller.

### FC Luzern
Badstuber skiftede i juli 2021 til schweiziske FC Luzern. Efter bare seks måneder med klubben blev han i december 2021 enig om at forlade klubben.
Efter at have været uden en klub i lige under et år, så annoncerede Badstuber i september 2022, at han stoppede spillerkarrieren.

## Landsholdskarriere

### Ungdomslandshold
Badstuber har repræsenteret Tyskland på flere ungdomsniveauer.

### Seniorlandshold
Badstuber debuterede for Tysklands landshold den 29. maj 2010. Han var del af Tysklands trupper til VM 2010 og EM 2012.

## Titler
Bayern München
- Bundesliga: 5 (2009-10, 2012-13, 2013-14, 2014-15, 2015-16)
- DFB-Pokal: 4 (2009-10, 2012-13, 2013-14, 2015-16)
- DFL-Supercup: 3 (2010, 2012, 2016)
- UEFA Champions League: 1 (2012-13)
- UEFA Super Cup: 1 (2013)
- FIFA Club World Cup: 1 (2013)